# Bifidocarpus
Bifidocarpus — рід грибів родини Onygenaceae. Назва вперше опублікована 1994 року.

## Класифікація
До роду Bifidocarpus відносять 2 види:
- Bifidocarpus cubensis
- Bifidocarpus rugulosus